# Agropyron fragile
Agropyron fragile är en gräsart som först beskrevs av Albrecht Wilhelm Roth, och fick sitt nu gällande namn av Paléologos C. Candargy. Agropyron fragile ingår i släktet kamveten, och familjen gräs. Inga underarter finns listade i Catalogue of Life.

## Bildgalleri

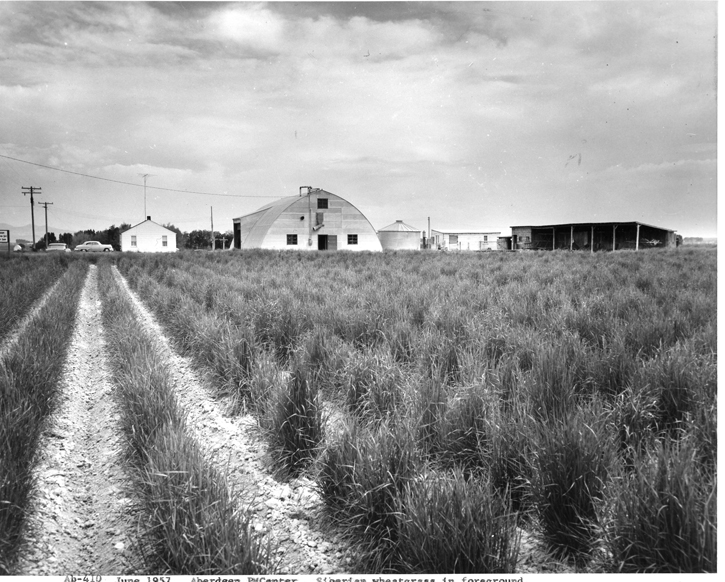